# Retje
Retje so gručasto naselje v Občini Loški Potok. Nahaja se v njenem severozahodnem delu, na nadmorski višini 723 m, v Retijski uvali. Slednja je primer najlepše uvale pri nas, ki v dolžino meri 1,7 km, široka je 250 m, njena višina nad morjem pa znaša med 705 in 900 m. Dno uvale pokrivajo travniki, pašniki in njive, medtem ko je strmejši obod poraščen z iglastimi gozdovi. Na jugu se vzpenja gozdnata Rajska gora (938 m), proti Blokam na SZ pa prevladujejo košenice. Zaradi precejšnje nadmorske višine se je lokalno prebivalstvo od nekdaj ukvarjalo pretežno z živinorejo in gozdarstvom. V času obilnih padavin in taljenja snega se z vodo napolnijo številni okoliški izviri (Sušica, Križnica, Celevšca idr.), kar je značilno za kraško območje. Vode se razlijejo po dnu uvale ter tako oblikujejo manjše Retijsko jezero, ki poplavi tudi najnižje ležeče hiše. Podnebje je zaradi izrazite višine bolj ostro, poletja so topla, zime pa mrzle in snežene. Značilne so velike temperaturne amplitude, pozimi se zaradi zaprte lege (konkavni relief) temperature lahko spustijo pod -20 °C (tudi pod -30 °C), medtem ko poleti lahko presežejo 30 °C. Ob hladnih poletnih jutrih se lahko približajo 0 °C. Na območju prevladuje mediteranski padavinski režim, letno običajno pade okoli 1600 mm padavin.